# 岩見三内村
岩見三内村（いわみさんないむら）は、秋田県河辺郡に置かれていた村。
現在の秋田市河辺岩見および秋田市河辺三内。

## 歴史

### 沿革
- 1889年（明治22年）4月1日 - 町村制施行により、岩見村と三内村が合併し、河辺郡岩見三内村が誕生。
- 1955年（昭和30年）3月31日 - 和田町および豊島村と合併し、河辺町となる。
- 2005年（平成17年）1月11日 - 河辺町が雄和町とともに秋田市へ編入される。

## 教育

### 中学校
- 岩見三内中学校

### 小学校
- 岩見小学校 - 現在の岩見三内小学校
- 三内小学校 - 現在の岩見三内小学校